# Verjamem
Verjamem är en musiksingel från den slovenska sångerskan Eva Boto. Den 26 februari 2012 vann hon med låten i EMA 2012, Sloveniens nationella uttagningsfinal till Eurovision Song Contest 2012 i Baku i Azerbajdzjan. Låten är skriven av Vladimir Graić och Igor Pirkovič. Hari Mata Hari har också varit med och komponerat musiken. Graić komponerade låten "Molitva" som vann Eurovision Song Contest 2007.  Den 7 maj släpptes ett album för digital nedladdning på Itunes som innehåller sju versioner av låten. Det släpptes en engelsk version av låten med titeln "Pure Love" och en serbisk version av låten med titeln "U kamen i vodu".
Låten framfördes i den andra semifinalen den 24 maj 2012. Den framfördes på slovenska. Bidraget lyckades dock inte kvalificera sig för finalen.

## Versioner
1. "Verjamem" – 3:06[3]
2. "Verjamem" (karaokeversion) – 3:05[3]
3. "Verjamem" (instrumentalversion) – 3:09[3]
4. "Pure Love" – 3:06[3]
5. "U kamen i vodu" – 3:06[3]
6. "Verjamem" (Summer Club Remix) – 3:05[3]
7. "Pure Love" (Kobo Mix) – 3:06[3]